# Metschnikowia bicuspidata
Metschnikowia bicuspidata är en svampart. Metschnikowia bicuspidata ingår i släktet Metschnikowia och familjen Metschnikowiaceae.

## Underarter
Arten delas in i följande underarter:
- californica
- chathamia
- australis
- bicuspidata